# Agnes Vernon
Agnes Vernon (1895 – 1948) fue una actriz de cine estadounidense de la época del cine mudo. Siendo aún adolescente, experimentó un ascenso meteórico desde la oscuridad hasta convertirse en una sensación de taquilla. Tras cumplir veintitrés años y con una carrera cinematográfica que se desvanecía, abandonó la gran pantalla para siempre. Vernon actuó en más de 90 películas entre 1913 y 1922. Realizó la mayoría de sus papeles bajo contrato con Universal Pictures.
Vernon nació en un piadoso hogar católico de La Grande, Oregón, el viernes 27 de diciembre de 1895. Estudió en conventos de varias ciudades y aterrizó en Chicago cuando aún era una joven colegiala. En 1913, mientras visitaba a un primo en California, visitaron los estudios Universal. Mientras presenciaban el rodaje de una película, el director le pidió que hiciera de extra. Al principio, reticente porque no tenía formación escénica previa, finalmente aceptó y dio sus primeros pasos hacia la fama y la fortuna en el cine.
Murdock MacQuarrie tomó a la joven actriz bajo su protección. Vernon pasó de extra a actriz principal en seis meses. Formó parejas favoritas de los fans con los actores Franklyn Farnum y Herbert Rawlinson. 1916 se convirtió en su año decisivo, definido por su extensa producción cinematográfica y el número de papeles protagonistas.
En 1919 viajó a Australia para rodar tres películas. Regresó a Estados Unidos en 1922, ya casada con el director John K. Wells. Su rápido ascenso y caída se produjeron en una década. Hoy apenas se la recuerda, como a tantos otros actores del periodo mudo.

## Primeros años
Esta niña de pelo dorado y grandes ojos marrones nació como Agnes Vernon en el seno de una familia católica irlandesa en La Grande, Oregón, el 27 de diciembre de 1895. Vernon se lamentaba de que "nunca ha recibido regalos de cumpleaños porque sus amigos se los dan todos el día de Navidad" Vernon también declaró que "no hubo nada especialmente interesante en su infancia. Era perfectamente normal. Iba al colegio, jugaba con muñecas y recibía algún azote de vez en cuando para romper la monotonía de mi vida".
Vernon afirmó que su familia se mudó por todo el país. Finalmente aterrizaron en Chicago, donde Vernon se matriculó en un colegio de monjas. Después de un tiempo, se trasladaron a Kansas City, donde asistió a otra escuela de monjas que le inculcó un fuerte sentido de la disciplina. Una vez "terminada", se trasladó a California con su madre.
En un artículo publicado en el Sacramento Star el 6 de enero de 1917, Agnes Vernon, en sus propias palabras, escribió: "Sucedió que estaba pasando un verano en California con una chica a la que había conocido en Chicago. Universal City era uno de los viajes organizados para mí. Estábamos viendo el rodaje de una escena en el gran escenario. Un director descubrió que necesitaba una chica más para un pequeño papel. Echó un vistazo a los visitantes y me preguntó si me gustaría hacer el pequeño papel para él. Al principio me negué, pero finalmente accedí. Mientras el cámara empezaba a moler y el director daba instrucciones, me quedé fascinada. La atracción del juego me había atrapado". Como señala Edmunds en su libro - BIG U - Universal in the Silent Days "El casting en Universal, antes de que las cosas se volvieran más comerciales, era algo casual. Una cara que pasaba, un amigo que visitaba el plató o un suceso extraño que llamaba la atención de un director: todo esto, además de las solicitudes directas, solía conducir a carreras cinematográficas de éxito. Esto no era inusual. Las hermanas Gish empezaron porque un día fueron a ver a Mary Pickford al Biograph".
Vernon ya había afirmado: "Siempre había sentido un deseo furtivo por el otro lado de las candilejas". Después de su experiencia en el cine, Vernon adquirió un intenso deseo de participar en películas, pero su prim madre no quería ni oír hablar de ello.
Ahora Vernon tendría que convencer a su madre para que cambiara de opinión sobre la carrera de actriz. En palabras de la propia Vernon: "Entonces volví a engañarla y empezó a ver sus ventajas. Se dio cuenta de los horarios razonables de los actores y de su vida al aire libre. La posibilidad de vivir, como ella decía, 'como un cristiano en lugar de vagabundear por todo el país', le hizo aceptar poco a poco la idea de dejarme probar suerte". Aunque no tenía experiencia en el escenario ni contactos en la Universal, su deseo de triunfar la consumía por completo. Vernon consiguió que la inscribieran en una "lista de extras" de Universal City.

## Carrera
La mayoría de los artículos de las revistas de aficionados coinciden; Vernon comenzó su carrera cinematográfica como actriz de ambiente en marzo de 1913. Tenía 17 años y apenas había salido un año del convento. Esos papeles no acreditados son desconocidos y, por consiguiente, no figuran en su filmografía.
Universal distribuyó la mayoría de sus películas. Fueron bien recibidas porque colaboró con actores concretos como Murdock MacQuarrie, Herbert Rawlinson y Franklyn Farnum. Su emparejamiento con Herbert Rawlinson les convertiría en las estrellas más populares de la lista de Universal.
Otra faceta de sus interpretaciones cinematográficas fue su disposición a realizar todo tipo de proezas atléticas que su papel requería. Un artículo del Moving Picture Weekly señalaba: "Hace todo lo que se le puede pedir a una actriz de cine: monta a caballo, conduce, maneja un coche, nada, bucea, baila, juega a cualquier cosa y realizará acrobacias con los mejores temerarios si el director se lo pide. Una vez saltó por la ventana de un tercer piso para dar un puñetazo en la película, y en otra se tiró al mar desde la cubierta de un barco de vapor".
Sus primeros trabajos en Universal fueron todos cortometrajes, como era la tendencia. Actuó en su primer largometraje en 1916. Entre 1917 y 1919, Vernon rodó once largometrajes más. Vernon dejó Hollywood en septiembre de 1919 y viajó a Australia. Actuó en tres largometrajes en Australia y se retiró de la actuación para no volver jamás.

### 1914
El primer papel acreditado de Agnes Vernon en el cine fue en el cortometraje de 3 rollos de la producción de Bison The Triumph of Mind, protagonizada y dirigida por Lois Weber. La película se estrenó el 23 de mayo de 1914. Vernon interpreta el papel de Daisy - a Wayward Girl. Esta película fue la presentación de Vernon a Ella Hall y Rupert Julian. Otra producción de Lois Weber, Avenged, también se estrenó en mayo.

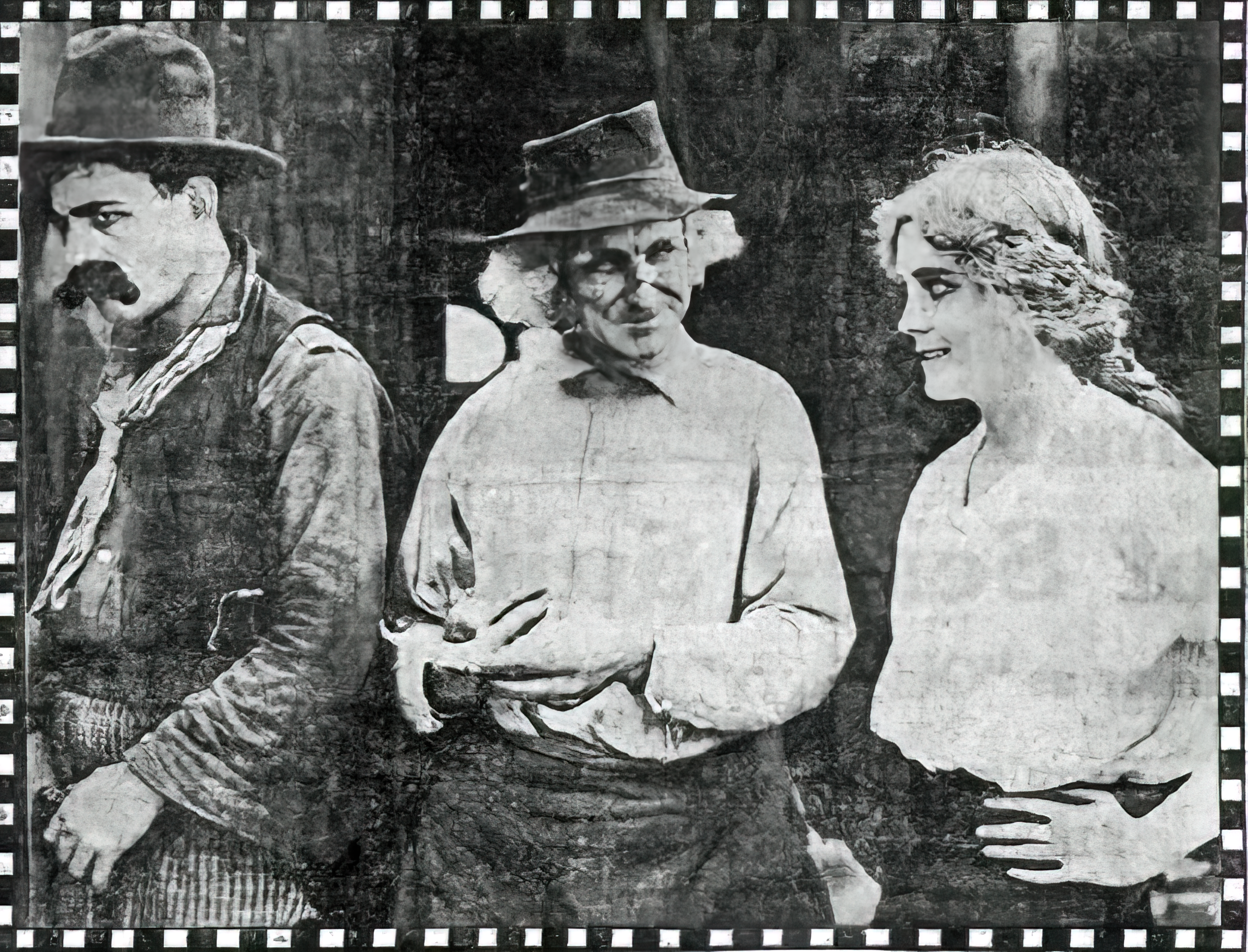
1914 El elenco de The Old Cobbler con Lon Chaney en la izquierda; Murdock MacQuarrie en el medio; Agnes Vernon de 18 años en la derecha

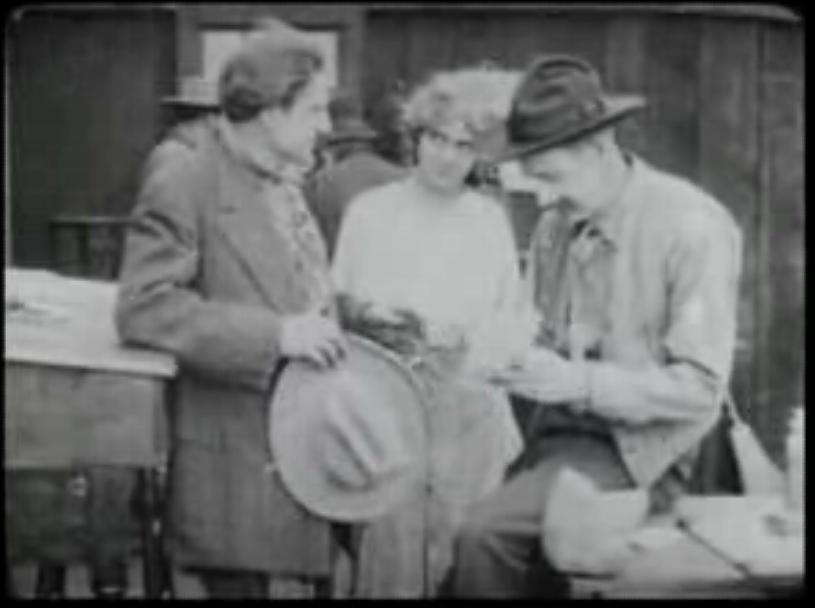
1914 By The Sun's Rays con Murdock MacQuarrie en la izquierda;
Agnes Vernon de 18 años; Seymour Hastings en la derecha

Un artículo publicado en The Universal Weekly el 26 de diciembre de 1914 decía: "En Universal City hay un hombre maravilloso que ha tomado bajo su protección a una niña maravillosa, brillante y de cabellos dorados. El hombre maravilloso es Murdock MacQuarrie, y su pupila de dieciocho años es Agnes Vernon".
La decisión de MacQuarrie de tutelar a Vernon se convertiría en un acontecimiento fundamental en su carrera cinematográfica. A pesar de su escasa experiencia teatral, le dio un papel en una de sus próximas películas. Le permitió aprender los fundamentos de la interpretación "en el trabajo". Su primer papel en un proyecto dirigido por MacQuarrie fue la película de dos rollos The Old Cobbler, distribuida el 27 de junio de 1914. MacQuarrie, de 35 años, interpreta a Nathan, el viejo zapatero. Nathan se traslada al Oeste y entabla amistad con Wild Bill, interpretado por Lon Chaney. Wild Bill tiene una novia y bailarina local llamada Jess, interpretada por Agnes Vernon, de 18 años.
Vernon haría otras 11 películas con MacQuarrie en 1914 y 20 más en 1915, terminando con The Tinker of Stubbenville, estrenada el 24 de junio de 1915. Vernon estrenó 16 cortometrajes en 1914, todos distribuidos por Universal. La mayoría tenían a Murdock MacQuarrie como protagonista. En 1914, actuó bajo la dirección de 5 directores: Lois Weber, Murdock MacQuarrie, Charles Giblyn, Otis Turner y Joseph De Grasse.
La última película de Vernon en 1914 fue la dirigida por MacQuarrie, When It's One Of Your Own, estrenada el 29 de diciembre de 1914. MacQuarrie interpreta a Heinrich Gerhardt, un músico alemán, y Agnes Vernon a su hija. Vernon fue la protagonista femenina. Con MacQuarrie rodaría 32 películas, casi un tercio de su producción total.
En 1914, Vernon también actuó en varias películas con Lon Chaney, incluyendo The Old Cobbler, A Ranch Romance, By the Sun's Rays, y The Oubliette. 
By the Sun's Rays ha sobrevivido y está disponible en el Internet Archive The Oubliette, estrenada el 15 de agosto de 1914, fue la primera película de un serial de 4 partes - The Adventures of François Villon dirigida por Charles Giblyn. Vernon actuó asimismo en la cuarta película del serial de 4 partes-Ninety Black Boxes, estrenada el 21 de noviembre de 1914. The Oubliette también está disponible en el Internet Archive.

### 1915

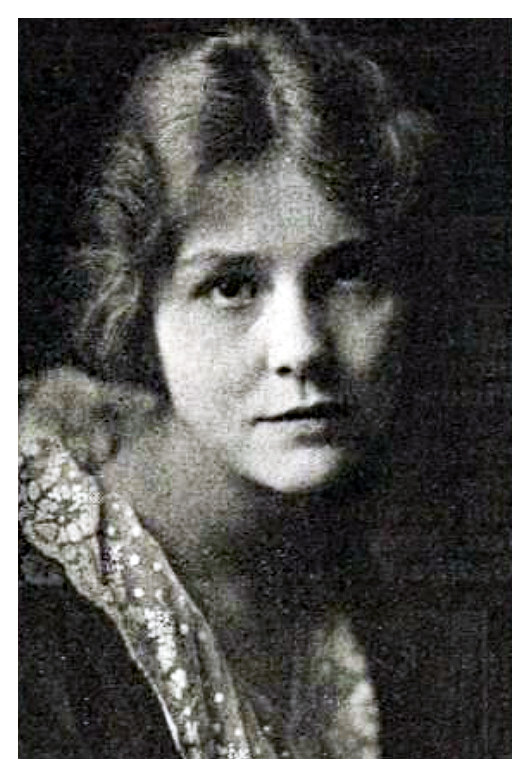
1915

Como señala I.G. Edmunds en su libro BIG U - Universal in the Silent Days, "El año 1915, aunque fue un gran año para Universal como líder de la industria cinematográfica, no fue un buen año económicamente para la industria en su conjunto. La guerra europea redujo las ventas de películas en el extranjero. Además, los precios nacionales aumentaron de forma generalizada. Al mismo tiempo, el coste de producción entraba en una espiral inflacionista".
En 1915, los largometrajes se estaban convirtiendo en la tendencia de Hollywood. En 1915, se producían más de 600 largometrajes al año en Estados Unidos. Sin embargo, Universal no estaba dispuesta a reducir su negocio de cortometrajes. Era recurrente la afirmación de que Carl Laemmle era el jefe de estudio que más tiempo llevaba resistiéndose a la producción de largometrajes. Después de todo, los cortometrajes eran más baratos, rápidos y rentables de producir que los largometrajes.
En enero de 1915, la vida de Vernon dio un giro inesperado. Comenzó con la propuesta de matrimonio de un periodista que buscaba publicidad. Vernon sorprendió a todo el mundo aceptando la oferta, lo que desencadenó una cadena de acontecimientos que duró cuatro meses. La secuencia completa de acontecimientos se examina en la sección dedicada al matrimonio de este artículo.
La producción cinematográfica de Vernon en 1915 aumentaría a treinta y cinco cortometrajes. Este año se convertiría en el de mayor producción cinematográfica de toda su carrera cinematográfica. Este total incluía otras veinte películas con Murdock MacQuarrie. 1915 se convertiría en la presentación de Vernon a Hobart Henley en la película Jane's Declaration of Independence, estrenada el 3 de julio de 1915. La pareja (Henley • Vernon) sólo produciría cinco cortometrajes.
Como también observa Edmunds, "En esta época, Universal apostó fuerte por los equipos. Los grupos se convirtieron casi en compañías de stock con el mismo director, actor, actriz y reparto. Laemmle creía que si al público le gustaban una chica y un chico determinados, le gustarían en otra película".
Vernon fue asignado a la compañía de William Worthington a mediados de 1915. Este encargo inició una relación profesional continuada con el director y la actriz. A lo largo de la carrera cinematográfica de Vernon, su relación con Worthington produciría veintidós películas, seis de ellas largometrajes. La película Misjudged, estrenada el 31 de agosto, fue la primera película de Vernon, dirigida por Worthington y protagonizada por Herbert Rawlinson. La combinación (Worthington • Rawlinson • Vernon) sólo produciría tres películas en 1915, pero la química en la pantalla daría como resultado otras once películas en 1916 y tres largometrajes en 1917.
Otro acontecimiento importante se produjo a principios de 1915. A las 10 de la mañana del lunes 15 de marzo de 1915, 10.000 personas aplaudieron cuando Carl Laemmle, presidente de la Universal Film Manufacturing Company, abrió la puerta de Universal City. Se hacía realidad el sueño de Laemmle de construir la única ciudad del mundo dedicada exclusivamente a la producción cinematográfica. Ejecutivos de la empresa y estrellas de cine les saludaron al cruzar la puerta. Por la tarde, los actores regresaron a sus platós y reanudaron el trabajo en sus proyectos ante la mirada de los aficionados.

### 1916
Los largometrajes eran el futuro, pero Universal seguía resistiéndose. Al anunciar cortometrajes en las revistas especializadas, Universal podía incluir una sección titulada - "The Universal Programs", situada encima de los anuncios de películas, en la que se defendían las ventajas de seguir proyectando cortometrajes.
En 1916, Vernon actuó en veintitrés películas, veintidós cortometrajes y un largometraje. Universal produjo estas películas, y Vernon ocupó un lugar destacado como protagonista femenina. Su fama iba en aumento, como demuestra la primera aparición de anuncios de una y dos páginas en las revistas especializadas.
William Worthington, dirigió casi la mitad de sus películas en 1916, todas ellas protagonizadas por Herbert Rawlinson. Durante la carrera cinematográfica de Vernon, su relación profesional con Worthington produjo veintidós películas, incluidos seis largometrajes.
En 1916, actuó en dos películas con Franklyn Farnum, pero la química en la pantalla florecería en 1917, cuando siguieron rodando seis películas más. Farnum se convertiría en la introducción de Vernon a la comedia.
La primera película de Agnes Vernon en Bluebird fue A Stranger From Somewhere, estrenada el 13 de noviembre de 1916. William Worthington dirigió la película y Franklyn Farnum actuó como protagonista. Este estreno de Bluebird fue el único largometraje que Vernon rodó en 1916. A lo largo de su carrera, Vernon protagonizaría dieciséis largometrajes, y Franklyn Farnum sería el protagonista de cinco de ellos. Además de Worthington, trabajó con otros ocho directores en 1916. Universal estrenó noventa y un largometrajes en 1916 incluidos cincuenta y cuatro Bluebirds.
Una de sus últimas apariciones programadas en 1916 fue para interpretar a Caroline en la producción de Rupert Julian Bluebird de The Right to Be Happy. Debido a las lesiones sufridas en un accidente de coche (véase la siguiente sección), no pudo cumplir con este compromiso, y Universal seleccionó a Roberta Wilson para interpretar el papel.

#### El accidente

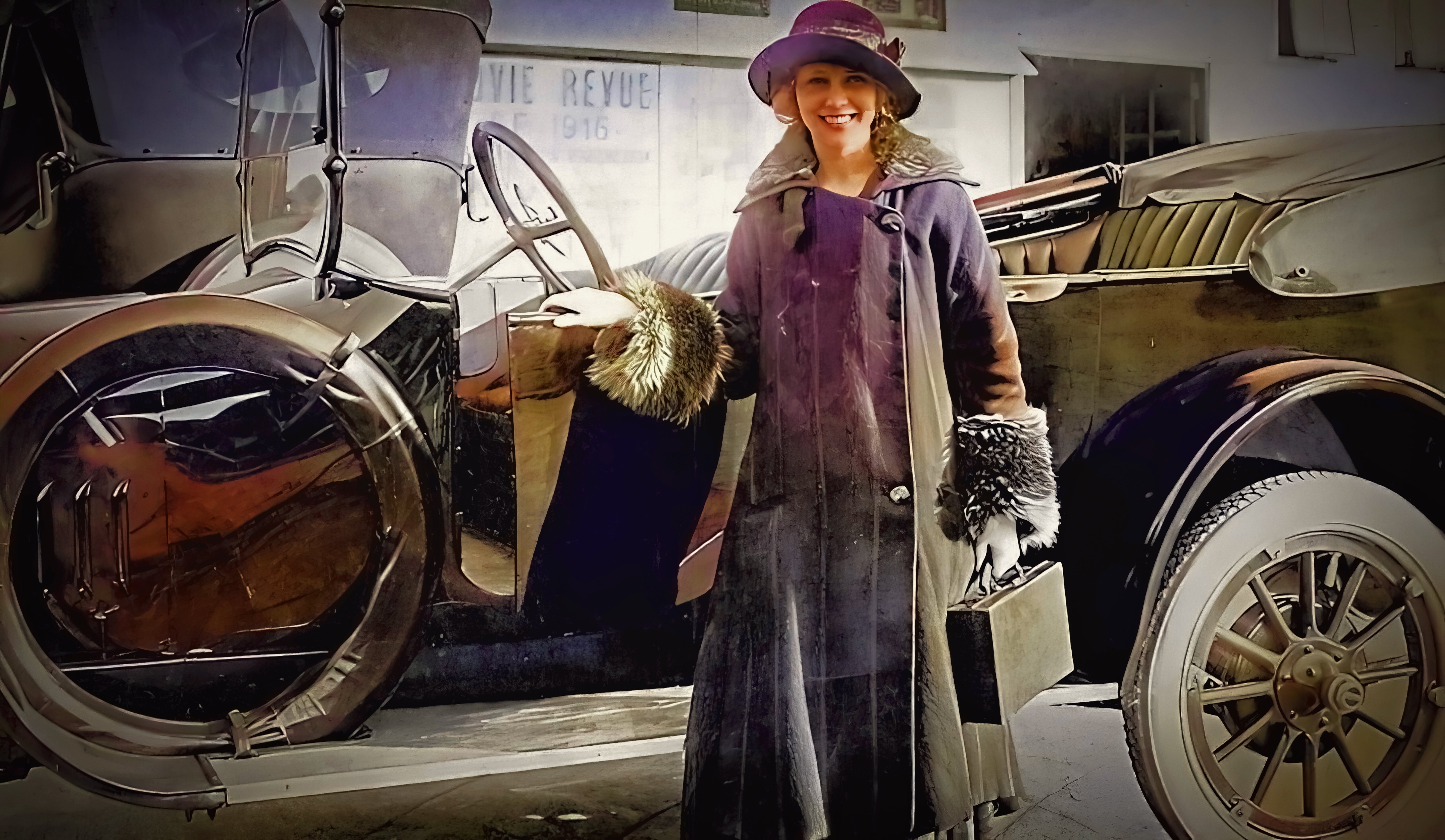
1917 Stutz Bearcat de Brownie Vernon

A mediados de diciembre de 1916, Agnes Vernon, de 20 años, Eddie Laemmle, de 29, Bill Gillis, de 49, y Fred Robinson se amontonaron en un automóvil descapotable. Eran miembros de la compañía William Worthington de intérpretes de Bluebird. Vernon iba en el asiento del pasaje delantero; nunca se identificó al conductor real. El grupo planeaba conducir hacia el oeste desde Universal City hasta un lugar cercano a Chatsworth, California. A su llegada, explorarían lugares para una nueva película del Oeste. El accidente ocurrió después del jueves 7 de diciembre de 1916 y antes del domingo 17 de diciembre de 1916.
Circunstancias desconocidas hicieron que el coche cayera en una zanja. Como Vernon iba en el asiento delantero, el impacto la arrojó por completo fuera del vehículo. La edición del 23 de diciembre de 1916 del Moving Picture Weekly decía: "Salió despedida del automóvil cuando éste iba a gran velocidad y, aunque no resultó herida de gravedad, sufrió un shock nervioso que hizo imposible su aparición en el estudio".
Otro artículo publicado en Los Angeles Evening Post-Record el 1 de enero de 1917, relataba: "Durante varios días Agnes Vernon... estuvo confinada en su casa a causa de las heridas que recibió al ser arrojada de un automóvil".
Un tercer artículo publicado en el Moving Picture Weekly del 27 de enero de 1917 titulaba: "Agnes Vernon arrojada de un automóvil". La publicación oficial de Universal afirmaba entonces: "Durante varios días, Agnes Vernon, conocida como Brownie, que interpreta uno de los papeles principales de la compañía del director William Worthington en el próximo bluebird The Man Who Took a Chance estuvo confinada en su casa, a consecuencia de las heridas, que recibió al ser arrojada de un automóvil." El artículo finalizaba con la frase "Eddie Lammle, Bill Gillis y Fred Robinson también resultaron "derramados", pero escaparon con sólo unas contusiones". Ambos artículos ofrecían un curioso uso de la palabra "derramado".
En el momento del accidente, Vernon vivía con su madre. Como Vernon no pudo salir de casa durante varios días tras las lesiones, su madre la ayudó a recuperarse.
En 1917, durante el rodaje de A Stormy Knight, se produjo otra angustiosa aventura en coche. Franklyn Farnum y Vernon conducían juntos hacia y desde el lugar de rodaje en la cima del monte Wilson. Un día, los frenos cedieron mientras bajaban por la estrecha carretera desde la cima. La noticia publicada en Moving Picture Weekly ofrece una descripción detallada del salvaje descenso por la ladera de la montaña. Afortunadamente, no hubo heridos.

#### Impacto del accidente

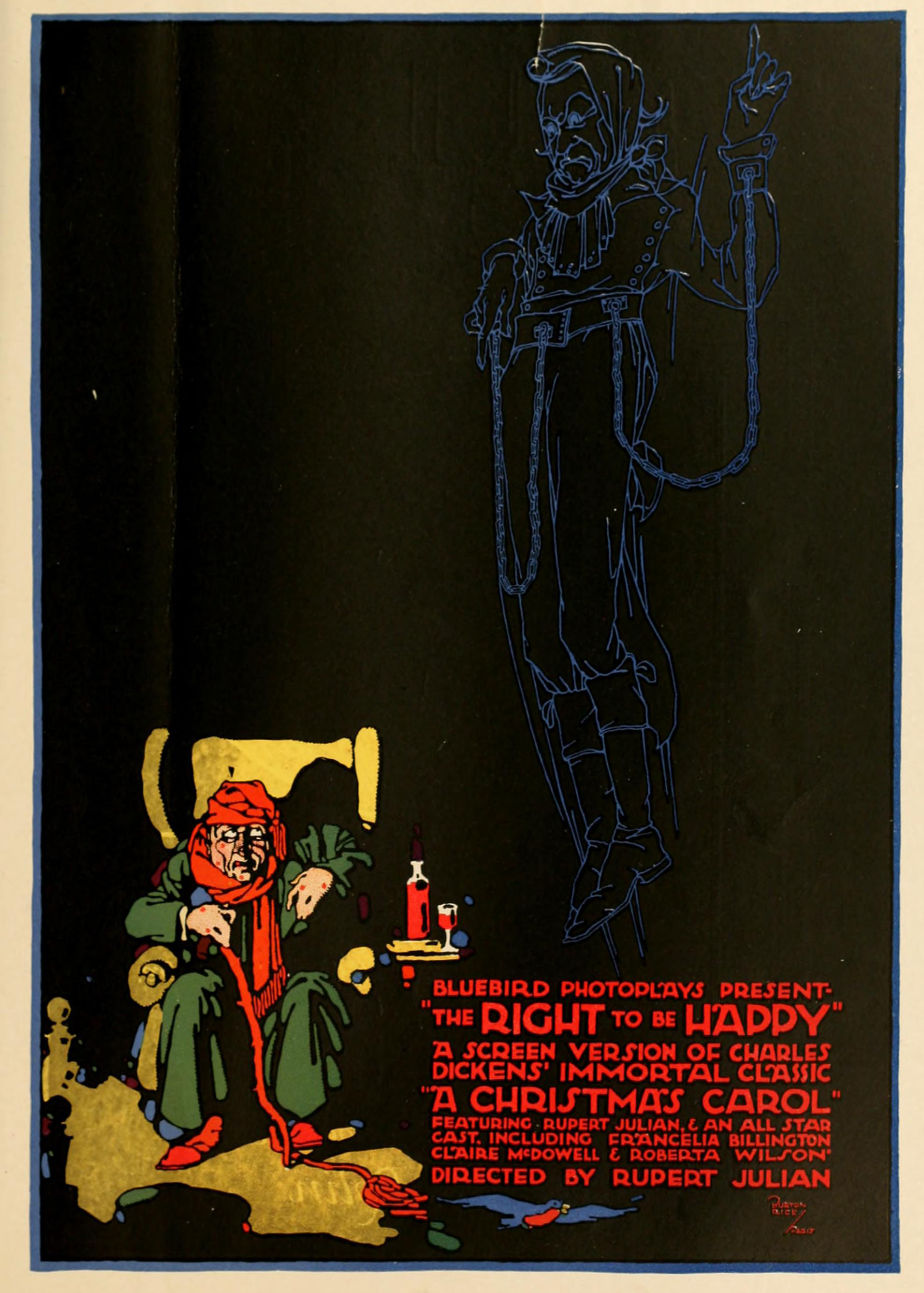
Sus lesiones le impidieron interpretar a Caroline

El segundo largometraje de Vernon programado para 1916 iba a ser la producción Bluebird de The Right to Be Happy. Universal planeaba que esta película fuera el punto álgido de la temporada navideña. Rupert Julian dirigió la película y asumió el papel protagonista de Ebenezer Scrooge. La mayoría de los anuncios y artículos cinematográficos afirmaban que las protagonistas de la película eran Francelia Billington y Agnes Vernon. Vernon iba a interpretar el papel de Caroline, cuyas escenas serían las últimas en rodarse.
Un artículo publicado el 2 de diciembre en Billboard afirmaba que Universal había cambiado la fecha de estreno de la película del 18 de diciembre al 25. Aunque el aplazamiento no fue culpa de Vernon, en el último momento Roberta Wilson asumió el papel de Vernon en la película. Aunque ninguna noticia conocida cita el accidente como motivo de la sustitución de Vernon, las circunstancias son muy coincidentes.
Un artículo del Motion Picture Weekly afirmaba: "La producción de la comedia dramática de cinco rollos - Face Value, protagonizada por Franklyn Farnum y Agnes Vernon, se ha retrasado debido a un accidente que ha sufrido Miss Vernon". La película, retitulada The Man Who Took a Chance, se estrenó el 23 de febrero de 1917. El accidente provocó costosos retrasos en la producción de las dos películas.

### 1917
La industria cinematográfica siguió reestructurándose y aplicando más medidas de reducción de costes. Parte del aumento del gasto en la producción de películas se debió a la tendencia a producir más largometrajes. Como afirma Codori en su libro Film History Through Trade Journal Art, 1916-1920, "El año 1917 no fue un buen año financiero para Universal, a pesar del éxito de las películas que se hicieron. La entrada de Estados Unidos en la guerra europea provocó un aumento de los precios, lo que redujo los beneficios de la Gran U. A continuación, varios actores masculinos se apresuraron a abandonar el cine. Además, varios actores se alistaron en el ejército, lo que causó otros trastornos. El mayor coste de las películas de cinco rodillos de Bluebird y Red Feather mermó aún más la tesorería. Laemmle pidió a sus actores que se rebajaran el sueldo".
Esta observación era falsa, mientras que un artículo de una revista especializada informaba de una situación aparentemente diferente. El titular de la contraportada del artículo de The Moving Picture World, fechado el 22 de septiembre de 1917, decía: "Universal aumenta sus fuerzas". El artículo afirmaba: "Durante el mes pasado se han hecho más adiciones a la actuación y a las fuerzas en Universal City que en cualquier otro período similar a lo largo del presente año".
La producción cinematográfica de Vernon durante el año se reduciría a 13 producciones, pero este total incluía nueve largometrajes. Vernon comenzó 1917 actuando en dos cortometrajes. Actuaría en otros dos cortometrajes estrenados en julio. Estas cuatro películas serían los últimos cortometrajes que realizó. A partir de febrero, Vernon continuó rodando siete largometrajes Bluebird y tres de Butterfly. Sus tres últimas películas de 1917 reunieron a Vernon con su antiguo protagonista Herbert Rawlinson.

La comedia de Bluebird The Man Who Took a Chance, protagonizada por Franklyn Farnum, se estrenó el 19 de febrero de 1917.

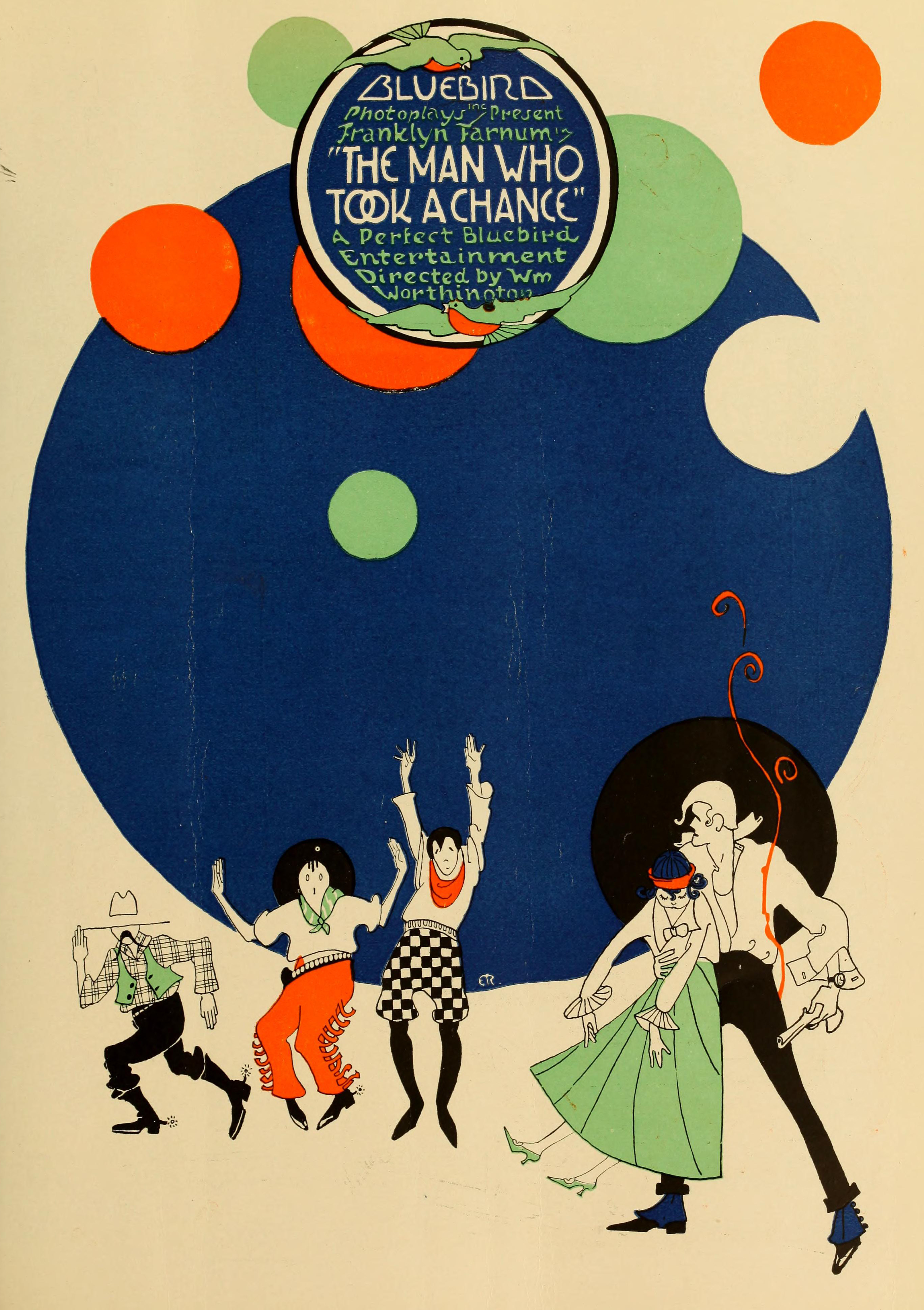
Cartel de la película
The Man Who Took a Chance

 Esta producción fue sólo el segundo largometraje de Vernon. Le siguieron otras dos comedias de Bluebird: The Clock y Bringing Home Father, con el mismo reparto y director.
A mediados de 1917, Agnes Vernon informó a la Universal de que había cambiado definitivamente su prenombre de Agnes a Brownie. El nombre de bautismo de Vernon era Agnes, pero incluso con su larga melena rubia rizada, sus amigos la llamaban "Brownie". El apodo hacía referencia a sus prominentes ojos castaños y a su afición a llevar atractivo marrón. Tras su anuncio, quiso que en sus créditos de pantalla se leyera "Brownie Vernon". Bringing Home Father, estrenada el 4 de junio de 1917, marcó la primera vez que en los créditos de pantalla de Vernon se leía "Brownie Vernon" en lugar de "Agnes Vernon".
En otoño de 1917, el director William Worthington, de 45 años, dejó la Universal, se trasladó a Nueva York y se puso a trabajar para Goldwyn. Antes de marcharse, terminó de dirigir tres Bluebirds en las que aparecían Farnum y Vernon. La primera fue Bringing Home Father. The Car of Chance se estrenó el 9 de julio, y la última película, The Clean-Up, tenía fecha de estreno para el 6 de agosto.
Tras la marcha de Worthington, Carl Laemmle eligió a Elmer Clifton, de 27 años, como sustituto de Worthington. Clifton comenzó como actor en 1912, adquiriendo papeles en varios proyectos de D. W. Griffith. Griffith y Joseph Henabery fueron sus mentores personales. Aunque Clifton era un actor sin experiencia previa como director, Universal le encargó la dirección de las películas Bluebird. La primera película que Clifton dirigió en solitario fue la producción de Bluebird The Flame of Youth, estrenada el 16 de junio de 1917. Su siguiente película fue Midnight Man, estrenada el 13 de agosto de 1917.
A Stormy Knight, estrenada el 9 de septiembre de 1917, sería sólo la tercera película dirigida por Clifton. La película estaba protagonizada por el veterano actor Franklyn Farnum, de 39 años, y Brownie Vernon, de 21 años. Sería la última película que Vernon hizo con Farnum antes de convertirse en una "estrella solitaria". La quinta película de Clifton, Flirting with Death, estrenada el 18 de septiembre de 1917, intentaba sacar provecho de la exitosa pareja formada por Herbert Rawlinson, de 31 años, y Vernon. Durante el rodaje de Flirting with Death, el director Clifton estableció un nuevo récord de escenas en una película de cinco rollos. Se dice que Clifton rodó 927 escenas para la película, el doble de las que normalmente se encuentran en un largometraje de esta duración.
En noviembre, Universal estrenó Fear Not junto con Rawlinson, dirigida por Allen Holubar, y volvió a conectar a Vernon con Murdock MacQuarrie (en un papel secundario). Holubar sólo había dirigido seis películas antes de este largometraje.
The High Sign se estrenó el 16 de diciembre de 1917, protagonizada por Rawlinson y dirigida por Clifton. En un artículo publicado en The Motion Picture News el 29 de septiembre de 1917, se afirma que el decorado era "uno de los más costosos jamás construidos para una película de cinco rollos". Esta película fue la última que Vernon rodó para la Universal.
A mediados de la década, la industria cinematográfica se estaba reajustando, incluida la Universal. Sin embargo, Vernon parecía estar recibiendo todo el trabajo que podía manejar. El titular de la contraportada de un artículo publicado en The Moving Picture World el 15 de septiembre de 1917 decía: "Brownie Vernon is a Busy Lady." Las dos últimas películas de Vernon fueron Mariposas. Muchas de las revistas especializadas seguían llamándolas Bluebirds. Algunos autores han sugerido que Butterflies eran las nuevas películas de "Red Feather" o que Butterflies estaban un escalón por debajo de Bluebirds. Universal promocionó Bluebird como una división de prestigio - Butterfly era supuestamente un poco menos prestigiosa 
Teniendo en cuenta el poder de las estrellas, asignaron a la línea Butterfly - "La galaxia de estrellas de Butterfly se encontrará en la cartelera a finales de diciembre o en las facturas de enero. Ella Hall, Harry Carey, Louise Lovely, Molly Malone y Little Zoe Rae componen ahora las estrellas fijas de Butterfly". - esto probablemente no era cierto.
Sus dos últimas películas tuvieron éxito y supusieron mucho trabajo. Ambas películas tenían a Vernon como protagonista femenina. De hecho, en Fear Not, ella era la principal protagonista. Como señala la Dra. Delamoir en su artículo sobre Louise Lovely, "la dirección de Universal quería mantener a raya a sus estrellas y, durante 1916 y 1917, algunas de ellas se vieron obligadas a aparecer en cortometrajes menos prestigiosos, incluidos westerns. Una de las estrategias de Universal para controlar y disciplinar a las estrellas era empujarlas a las marcas menos prestigiosas".
A finales de 1917, los medios de comunicación lo llamaron el hechizo "enlatado" de la Universal. Como parte del proceso, los artículos periodísticos informaban de que la dirección de la Universal había pedido a Vernon que interpretara "atmósfera" en una producción específica. Vernon pensó que esta petición estaba por debajo de su estatus como actriz principal de la Universal. En lugar de doblegarse ante una petición denigrante de la dirección de Universal, recogió sus "cajas de maquillaje y su vestuario" y se marchó.  Universal canceló rápidamente su contrato tras su marcha.
Era bien sabido que "Carl Laemmle, presidente de Universal, tenía poco uso para las estrellas, aunque su publicidad había ayudado a crearlas". Pedir a Vernon que hiciera de extra la equipararía a una nueva empleada no probada. Sin embargo, pedir a una estrella consolidada que "haga de ambiente" es una excusa poco convincente para que "haga las maletas", anule su contrato y se largue.
Si se examina más de cerca, la supuesta razón de Vernon para marcharse era un pequeño detalle de una situación mucho mayor. No han aparecido fuentes fiables que expliquen un motivo más amplio para la marcha de Vernon. La gran pregunta sigue siendo, ¿cómo dejó Carl Laemmle que un talento financiable abandonara Universal a menos que hubiera condiciones irreparables más allá de la mitigación? Y por último, ¿tenían las estrellas de Bluebird alguna influencia en las negociaciones? En el libro Universal Women: Filmmaking and Institutional Change in Early Hollywood, Cooper afirmó: "A principios de 1917, ningún otro director de la Universal se acercaba siquiera al historial de Weber como realizador de largometrajes rentables. Y lo que es más interesante, los otros directores a los que la compañía confió con más frecuencia sus Bluebirds en 1916 -y a los que siguió empleando con más regularidad al año siguiente- perdieron dinero en general". No cabe duda de que Vernon era una estrella de cine respetada, pero no había alcanzado la cima de la fama y el aire enrarecido que es el superestrellato.

### 1918

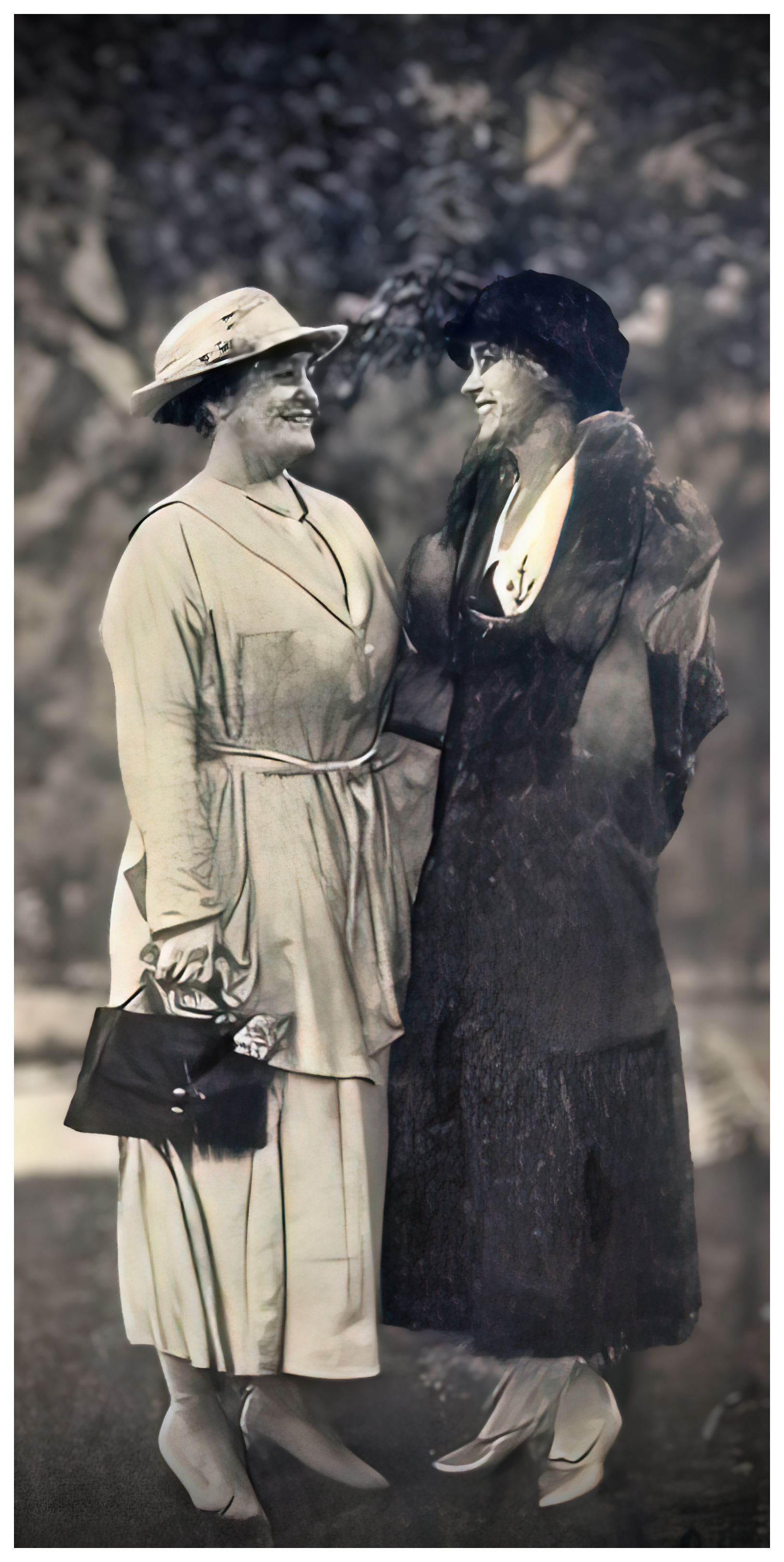
madre de Vernon

En 1918, una pandemia global se introdujo en el mundo. La "gripe española" cambiaría para siempre la industria cinematográfica.
A principios de 1918, Brownie Vernon tenía 22 años. Había formado parte de la industria cinematográfica desde los 18 años. Era soltera, vivía con su madre y era una actriz agente libre sin trabajo.
Los medios de comunicación afirmaron que, después de dejar la Universal, empezó a trabajar para Liberty Films. Los registros indican que no apareció en ninguna película de Liberty ni de ninguna productora durante 1918. Los medios de comunicación afirmaron que pasó parte de 1918 recuperándose de una enfermedad. Nunca se especificó de qué enfermedad se trataba.
Otros acontecimientos harían de 1918 un año para recordar. La Gran Guerra en Europa, más conocida como Primera Guerra Mundial, terminó el 11 de noviembre de 1918. Las tropas volvían a casa. Cuando los doughboys regresaron, traían un pernicioso regalo del extranjero - la gripe española. "Dos años después, casi un tercio de la población mundial, o unos 500 millones de personas, se había infectado en cuatro oleadas sucesivas".
El efecto de la pandemia de gripe en la industria cinematográfica fue rápido y grave. Los enfermos no acudían a las salas de cine. La asistencia cayó en picado y muchos cines independientes cerraron. La reducción de la asistencia y el cierre de los cines se tradujo en menos dinero para hacer películas y pagar a los actores. El círculo vicioso había comenzado y volvería a remodelar la industria.

### 1919
Vernon tuvo un regreso limitado a Hollywood en 1919. Brownie Vernon seguía siendo conocida tras su prolongada ausencia de Hollywood. Su siguiente oportunidad como actriz llegó a principios de 1919. Tom Mix, el "Rey de los Cowboys", planeaba hacer otra de sus películas de wéstern llenas de acrobacias. 

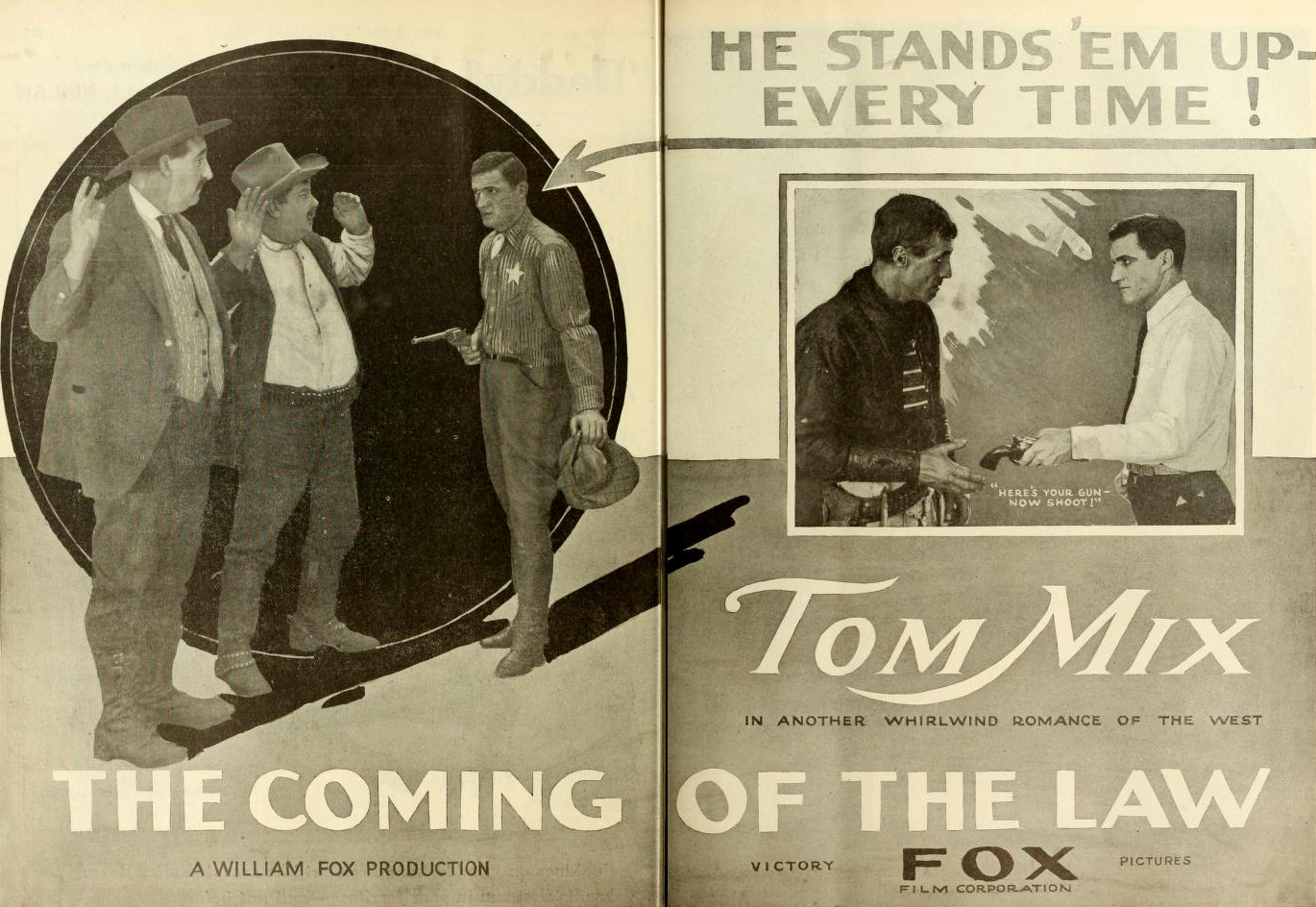

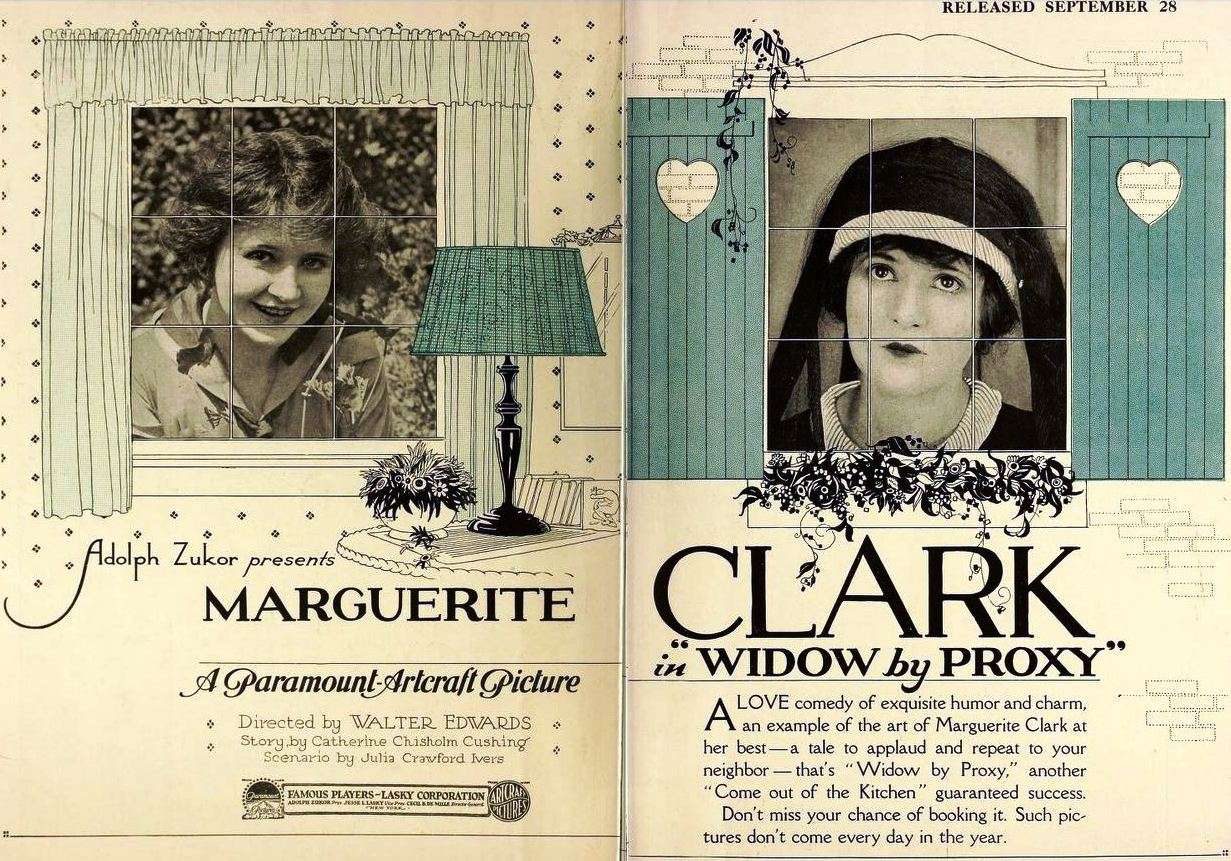

Fox se ofreció a financiar este proyecto. Necesitaba una actriz principal que pudiera satisfacer las exigencias de la película y que hiciera lo necesario para que la película pareciera realista. Su primera elección fue Brownie Vernon, sobre todo por su disposición a realizar sus propias acrobacias. La Fox estrenó el western titulado The Coming of the Law el 11 de mayo de 1919. La película fue dirigida por Arthur Rosson y Tom Mix fue el protagonista La película recibió buenas críticas.
A su regreso a la industria cinematográfica le siguió otro western: la producción de Robinson-Cole Bare-Fisted Gallagher, estrenada el 22 de junio de 1919. Esta película estaba protagonizada por William Desmond.
Vernon rodaría su último largometraje estadounidense en agosto. El proyecto de Paramount Pictures Widow by Proxy, protagonizado por Marguerite Clark, se estrenó el 28 de agosto de 1919. Una vez finalizada la producción, Vernon hizo las maletas y se embarcó rumbo a Australia para rodar películas de caza. A su regreso al terreno Down Under, se retiró definitivamente de la industria cinematográfica.

## Posterior a Hollywood

### Australia
El primer contingente estadounidense de expertos cinematográficos estaba formado por el director Wilfred Lucas, su esposa la guionista Bess Meredyth Lucas, la actriz Brownie Vernon y el cinematógrafo John Doerrer, y llegó a Sydney el 2 de septiembre de 1919. Estos profesionales fueron reclutados personalmente por Snowy Baker y aprobados por E. J. Carroll. Se pusieron a trabajar de inmediato, comenzando con la investigación y la búsqueda de localizaciones.
La conclusión de Meredyth hizo que Lucas y Baker se limitaran a producir películas australianas de la sabana.
- The Man from Kangaroo (Jan 1920)

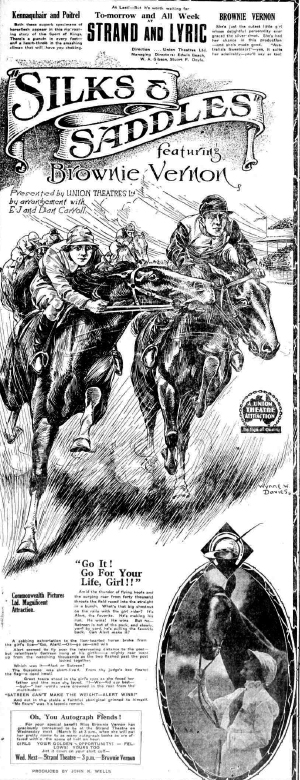
Anuncio de cine en prensa

Los frutos del contingente Lucas dieron lugar a un trío de películas. La primera fue The Man from Kangaroo, estrenada en Australia el 24 de enero de 1920. La película estaba protagonizada por Snowy Baker, dirigida por Wilfred Lucas y escrita por Bess Meredyth. La actriz principal era Agnes Vernon. John Wells figura como ayudante de dirección y montador. El largometraje, de 73 minutos de duración, fue producido por E. J. Carroll y Snowy Baker. La película se rodó en Kangaroo Valley durante septiembre y octubre de 1919. La película fue un éxito de taquilla. La película fue reempaquetada para el mercado estadounidense, rebautizada como The Better Man y estrenada en Nueva York el 1 de noviembre de 1921. Esta fue la única película del trío de películas de Lucas que sobrevivió.
- The Shadow of Lightning Ridge (Apr 1920)

La segunda película de la compañía estadounidense fue The Shadow of Lightning Ridge, estrenada en Australia el 3 de abril de 1920. El largometraje fue dirigido por Wilfred Lucas y escrito por Bess Meredyth. Los protagonistas de la película eran Snowy Baker y Agnes Vernon. John Wells figura como ayudante de dirección. El largometraje de siete rollos fue producido por E. J. Carroll y Snowy Baker y su productora, Carroll-Baker Australian Productions.
El rodaje comenzó a principios de 1920 en los montes cercanos a Sídney, y en un estudio construido por E. J. Carroll. La película fue bien recibida en Australia y tuvo éxito en taquilla. La película fue estrenada en Estados Unidos con el mismo nombre el 13 de septiembre de 1921, por William Selig y Aywon Film Corporation. Se considera una película perdida.
Los Carroll cerraron su productora después de terminar esta película. Afirmaron que "la falta de historias australianas adecuadas para su dramatización y el hecho de que los productores extranjeros estuvieran estrenando películas más que suficientes para las necesidades del mercado les habían obligado a él y a sus socios a abandonar la producción de películas".
- Silks and Saddles (1921)

Silks and Saddles fue la gran oportunidad de John K. Wells. Wells escribió, dirigió, coeditó y produjo la película. En la película participaron Brownie Vernon, esposa de Wells, y Robert MacKinnon. Ambientaron la película en el mundo de las carreras de caballos.
La recién creada compañía australiana Commonwealth Pictures y The Carroll Brothers aportaron 5.600 libras (unos 250.000 dólares en moneda actual) para financiar la película. La película se estrenó el 5 de marzo de 1921 y cosechó buenas críticas. La película recaudó 50.000 libras esterlinas (más de dos millones de dólares estadounidenses actuales). La versión americanizada de la película pasó a llamarse Queen o' Turf o Queen of the Turf y se estrenó en Estados Unidos el 16 de abril de 1922. La película es una de las pocas películas mudas australianas que sobreviven en la actualidad.

## Matrimonio
Agnes Vernon se casó con John K. Wells en 1921. Permanecieron juntos 27 años. Antes de su matrimonio con Wells, su noviazgo con Abe Duce fue noticia en 1915.

### Abe Deuce
Abe Deuce era redactor especial de la Newspaper Enterprise Association. En 1915 urdió un plan para una nueva serie de reportajes. Planeaba encontrarse con varias jóvenes estrellas de cine, conocerlas, proponerles matrimonio y escribir historias detalladas sobre sus experiencias tras el rechazo.
- 4 de enero de 1915—Wanted: love; Abe has coin; girls kid him

Abe Deuce escribe una carta al director de Los Angeles Record (ver encarte). La redactora asigna la tarea a un redactor de la plantilla y lleva a Deuce al aparcamiento de la Universal. Allí le presenta al director de publicidad, Don Meany. Meany se muestra comprensivo con su búsqueda y le dice que mañana le presentará a dos ingenuos.
- 5 de enero de 1915—He Doesn't Want Much! - A Movie Queen Bride

El primer artículo de Abe es una entrega de 1.300 palabras que describe su presentación a la actriz de 19 años Brownie Vernon y a la actriz de 17 años Helen Leslie.
- 6 de enero de 1915—Agnes eyes in Helen's hands set Abe's heart afire

"Hoy es el día, y les hice la pregunta: ¿quieres casarte conmigo? Como estaba enamorado de las dos chicas, les pregunté a las dos."
- 7 de enero de 1915—Abe, cold-shouldered Thrice; realizes that Brownie is the only girl

Abe conoce a la actriz de 18 años Ella Hall y a la actriz de 31 años Cleo Madison. "Estas dos chicas, con lo encantadoras y talentosas que son, permanecen en mi vida, pero es poco tiempo".
- 8 de enero de 1915—Abe Deuce meets the angel of his dreams

Abe es presentado a la actriz de 20 años Signe Auen. "Nunca antes había visto tal visión de la belleza femenina como la que acababa de entrar en la oficina de discos".

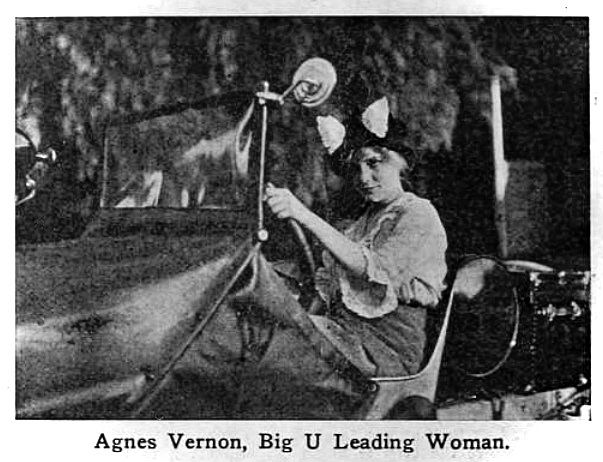
Brownie sentada en el regalo de matrimonio de Abe

- 9 de enero de 1915—First Love Says "Yes" - Abe Deuce Announces Engagement

"Mr. Abe Deuce anunció hoy que, justo después de haber perdido toda esperanza, había recibido la respuesta de la Miss Agnes Vernon de la compañía universal, y que había sido un—sí." Tras su aceptación, Deuce despertó a su joyero de la cama y compró un anillo de diamantes. El 18 de enero, The Seattle Times afirma que fue amor a primera vista y que ahora se casarán.
En la última semana de enero de 1915, el anuncio oficial del compromiso aparece en periódicos nacionales y publicaciones especializadas. En los dos meses siguientes, Abe no sólo regala a Vernon un anillo de diamantes, sino que también le compra un roadster, ya que la adolescente no tiene coche. Es durante esta época, cuando Deuce informa a Vernon: sólo pueden tener un sostén económico en la familia. Tras el matrimonio, la pareja se trasladará a la gran ciudad, donde él trabajará para un importante periódico. Por su parte, ella tendrá que abandonar su carrera cinematográfica y convertirse en ama de casa mientras forman una familia.
- abril de 1915 — The first announcements of the broken engagement started to appear in the media.[89]

Cuando Deuce le dijo a Vernon que tendría que elegir entre carrera o domesticidad, la elección de Vernon se hizo sencilla.  Una noticia aparecida por Estados Unidos contiene la siguiente cita: "Me casé para labrarme un futuro", dijo la actriz de 29 años Pauline Bush con una sonrisa feliz. "Y yo no me casé para hacer el mío", respondió Agnes Vernon.

### John K. Wells

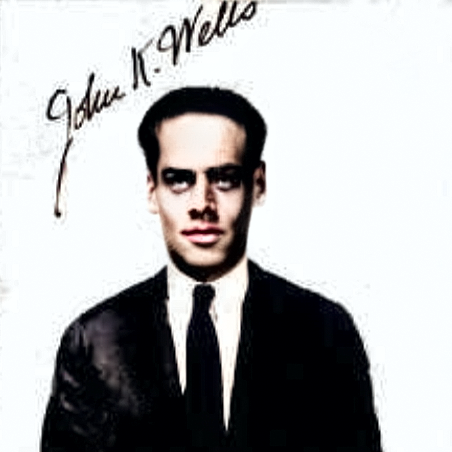
1919
John K. Wells

Un artículo de Billboard, fechado el 19 de noviembre de 1921, afirmaba que John K. Wells ya estaba casado con Brownie Vernon.
Wells también siguió los pasos de su padre. En enero de 1925, el "California Directory of Brokers and Salesmen" publicó que John K. Wells establecía una corporación - Lathrop-Wells Inc. Se convierten en una firma de correduría inmobiliaria con sede en La Jolla, California y los siguientes funcionarios:
- J.M. Lathrop Presidente
- John K. Wells Vicepresidente
- Judith A. Vernon Secretaria

Los censos de 1930 y 1940 también verifican el matrimonio John Wells estuvo casado con Judith Vernon Wells, de soltera Agnes Vernon, durante 27 años. No tuvieron hijos.

## Muerte
Judith Vernon Wells (Agnes Vernon) falleció de complicaciones cardíacas el sábado 21 de febrero de 1948, en La Jolla, California, (San Diego), California. Fue enterrada en Greenwood Memorial Park en San Diego, California. En su certificado de defunción, su ocupación es ama de casa.
La necrológica de Judith Vernon Wells dice así:

"La extremaunción para Mrs. Judith Vernon Wells, que murió el sábado en la casa de sus padres, el Mr. y la Mrs. Charles N. Noah.....  Mrs. Wells y su marido, John K Wells, residían en Phoenix desde hacía cuatro años.  Recientemente enfermó y se trasladó a La Jolla para estar con sus padres. Era natural de Oregón". No se menciona su carrera como actriz.
El domingo 27 de diciembre de 1953, John K. Wells murió de un ataque al corazón en Glendale, California. Tenía 67 años en el momento de su muerte. Wells había sido responsable de publicaciones de la Iglesia de Cristo, Científico en Arizona y actualmente trabajaba como representante de ventas para la emisora de radio KTAR de Arizona. En su obituario no se mencionaba ninguna relación con Hollywood. John Wells fue enterrado en el mausoleo Greenwood Memorial Park de San Diego, California, junto a su esposa.

## Mitos
Algunos críticos han deducido que Agnes "Brownie" Vernon cambió su nombre artístico por el de "Bernice Vere" para seguir actuando en películas australianas. Muchos de los créditos cinematográficos de Bernice Vere se cambiaron por Brownie Vernon en varias bases de datos de películas. Estos son los hechos:
Agnes "Brownie" Vernon actuó en 3 películas australianas. El trío de películas se estrenó entre 1920 y 1921:
- The Man from Kangaroo -producida por el consorcio Baker-Meredyth-Lucas, se estrenó el 24 de enero de 1920. Brownie Vernon interpretó a Muriel Hammond.
- The Shadow of Lightning Ridge - producida por Baker-Meredyth-Lucas - se estrenó el 3 de abril de 1920. Brownie Vernon interpretó a "Dorothy Harden" y Bernice Vere a "Annie la portuguesa". Después de completar The Shadow of Lightning Ridge, Agnes Vernon dejó Australia y regresó a California en mayo de 1920.[99]
- Silks and Saddles - producida por Commonwealth Pictures, dirigida por el marido de Brownie John K. Wells, y estrenada el 5 de marzo de 1921. Brownie Vernon interpretó a Bobbie Morton. Vernon había regresado a Australia para hacer esta película y pasó el resto de 1921 en Australia mientras su marido buscaba oportunidades de negocio. La estancia de Vernon en Australia durante 1921 es la fuente principal de la controversia Agnes Vernon/Bernice Vere. Brownie y su marido se embarcaron rumbo a California en marzo de 1922.[100]

Bernice Vere rodó cuatro películas en Australia antes de marcharse a Hollywood en noviembre de 1921.
- The Shadow of Lightning Ridge se estrenó el 3 de abril de 1920. En los anuncios de prensa aparecen Brownie Vernon y Bernice Vere. Todos los anuncios de periódicos de la película, dando crédito a ambas actrices, deberían haber puesto fin a esta controversia.
- The Jackeroo of Coolabong fue la última película producida por el consorcio Baker-Meredyth-Lucas, estrenada el 16 de octubre de 1920. The Fighting Breed es la versión reempaquetada de esta película realizada para el público estadounidense y estrenada el 1 de septiembre de 1921. La lista de IMDb de The Jackeroo of Coolabong acredita a Bernice Vere como "la Moll". El American Film Instituteno da crédito a Bernice Vere pero incluye a Agnes Vernon en el reparto. El sitio AFI también muestra este calificativo "Varias fuentes han expresado dudas de que Brownie Vernon apareciera en la película". La lista de IMDb para The Fighting Breed no mencionó a ninguna actriz.[102] Bernice recibió una crítica en los medios de comunicación australianos por su actuación en esta película.[103]
- The Betrayer fue estrenada el 19 de marzo de 1921, y dirigida por Beaumont Smith. Bernice Vere interpreta a Eleanor Barris. Los créditos de IMDb acreditan a Agnes Vernon interpretando a Eleanor Barris.[104] Los medios de comunicación australianos señalan - En marzo-abril de 1921, Beaumont Smith llevó "desde Sídney, una compañía de 12 actores y actrices, camarógrafos y un equipo técnico completo a Nueva Zelanda". El artículo también publicaba una lista de los actores, entre los que figuraba Bernice Vere, y destacaba que Beaumont Smith sólo utilizó actores australianos para esta película.[105]
- The Blue Mountains Mystery se estrenó el 5 de noviembre de 1921. Bernice Vere interpretó a Pauline Tracey. Silent Era acredita a "Bernice Vere (Agnes Vernon)" como el papel de Pauline Tracey.[106] IMDb acredita a "Agnes Vernon como Pauline Tracey".[107] Los medios de comunicación australianos dedicaron dos críticas a Bernice Vere, como se muestra más arriba, validando su papel en la película.[108][109] En mayo de 1922, la película se estrenó en Estados Unidos tras cambiar el título por The Blue Mountain Mystery. Según un anuncio de la Motion Picture News, la película fue protagonizada por John Faulkner y Bernice Ware.[110] La AFI tiene una grabación de la película que muestra a Bernice Ware interpretando a Pauline Tracey.[111]

## Lectura adicional
- Spehr, Paul E.; Lundquist, Gunnar (1996). American Film Personnel and Company Credits, 1908 - 1920. Jefferson, North Carolina: McFarland & Company, Inc. pp. 695. ISBN 0-7864-0255-5.
- Dramatic Mirror of Motion Pictures and the Stage (v. 78). Dramatic Mirror Company. 1918. Consultado el 7 de octubre de 2022.
- Slide, Anthony (27 de septiembre de 2002). Silent Players: A Biographical and Autobiographical Study of 100 Silent Film Actors and Actresses (en inglés). University Press of Kentucky. ISBN 978-0-8131-2249-6.
- Robert B. Connelly. The Silents: Silent Feature Films, 1910-36, Volume 40, Issue 2. December Press, 1998.
- Grant, B.K. (2007). Schirmer Encyclopedia of Film: Academy Awards - Crime Films. Gale Reference. Schirmer Reference. ISBN 978-0-02-865791-2. Consultado el 1 de junio de 2022.
- Hampton, Benjamin B. (1970). History of the American Film Industry from its beginnings to 1931. New York,New York: Dover Publications, Inc. p. 628. ISBN 0-486-22403-1.
- Zmuda, Michael (2015). The Five Sedgwicks: Pioneer Entertainers of Vaudeville, Film, and Television. McFarland. p. 262. ISBN 978-0-7864-9668-6. Consultado el 4 de noviembre de 2022.

### Enlaces de películas sobrevivientes
- 1914 Agnes Vernon se puede descargar gratis en Internet Archive [más]
- 1914 Agnes Vernon se puede descargar gratis en Internet Archive [más]
- 1919 Agnes Vernon se puede descargar gratis en Internet Archive [más]
- 1921 Agnes Vernon se puede descargar gratis en Internet Archive [más]

- Wikimedia Commons alberga una categoría multimedia sobre Agnes Vernon.

- Datos: Q2826928
- Multimedia: Agnes Vernon / Q2826928